# Wolf Rozowski
Wolf Rozowski (* um 1913 in Warschau; † Mai 1943) war Mitglied des Allgemeinen Jüdischen Arbeiterbunds („Bund“) und Kämpfer im Warschauer Ghettoaufstand. Er war der Bruder von Leib Rozowski.

## Leben
Wolf Rozowski wurde schon früh Mitglied des Sozialistischen Kinder Farband (SKIF), der Kinderorganisation des „Bunds“. Er sollte 1935 in das Zentralkomitee des SKIF aufsteigen. Nach der deutschen Besetzung wurde er sogar Leiter der Kindorganisation und wurde gleichzeitig in das ZK der Jugendorganisation des Bunds, der „Tsukunft“ gewählt. Im Ghetto war aber auch in anderen Teilen aktiv, er verteilte Zeitungen, druckte sie und wurde Mitglied der Bundmiliz. Zweimal wurde er verhaftet – einmal konnte er freigekauft werden, ein anderes Mal konnte er aus einem Zug springen, mit dem er nach Treblinka deportiert werden sollte. In der Jüdischen Kampforganisation (ŻOB) wurde er Kommandeur, der auf dem Gebiet der Fabriken kämpfen sollte. Wolf, auch Wevel genannt, schützte das Zentralghetto im Warschauer Ghettoaufstand vor der deutschen Verstärkung. Am 10. Mai 1943 konnte er mit 40 Mitkämpfern fliehen, doch wurde er noch im gleichen Monat durch die Gestapo ermordet. Nach dem Ende des Kriegs wurde er in den Kreis des Heldenmuts aufgenommen.